# Melinda Czink
Melinda Czink   (Budapest, 22 d'octubre de 1982) és una extennista professional hongaresa.
En el seu palmarès consta només un títol individual del circuit WTA i va arribar a ocupar el 37è lloc del rànquing mundial l'any 2009. Va desenvolupar la seva trajectòria bàsicament en el circuit ITF, on va aconseguir vint títols individuals i nou de dobles femenins.
Aconseguí el seu primer títol individual a Quebec l'any 2009.

## Palmarès

### Individual: 2 (1−1)
| Abans de 2009                | Després de 2009         |
| ---------------------------- | ----------------------- |
| Grand Slam (0−0)             |                         |
| WTA Tour Championships (0−0) |                         |
| Tier I (0−0)                 | Premier Mandatory (0−0) |
| Tier II (0−0)                | Premier 5 (0−0)         |
| Tier III (0−0)               | Premier (0−0)           |
| Tier IV i V (0−1)            | International (1−0)     |

| Títols per superfície |
| --------------------- |
| Dura (0−1)            |
| Gespa (0−0)           |
| Terra batuda (0−0)    |
| Moqueta (1−0)         |

| Resultat   | Núm. | Data                   | Torneig             | Superfície  | Oponent        | Marcador      |
| ---------- | ---- | ---------------------- | ------------------- | ----------- | -------------- | ------------- |
| Finalista  | 1.   | 10 de gener de 2005    | Canberra, Austràlia | Dura        | Ana Ivanovic   | 5−7, 1−6      |
| Guanyadora | 1.   | 20 de setembre de 2009 | Quebec, Canadà      | Moqueta (i) | Lucie Šafářová | 4−6, 6−3, 7−5 |

### Dobles femenins: 1 (0−1)
| Llegenda                                  |
| ----------------------------------------- |
| Grand Slam (0−0)                          |
| WTA Tour Championships / WTA Finals (0−0) |
| Premier Mandatory (0−0)                   |
| Premier 5 (0−0)                           |
| Premier (0−0)                             |
| International (0−1)                       |

| Títols per superfície |
| --------------------- |
| Dura (0−1)            |
| Gespa (0−0)           |
| Terra batuda (0−0)    |

| Resultat  | Núm. | Data                | Torneig             | Superfície | Parella                | Oponents                         | Marcador            |
| --------- | ---- | ------------------- | ------------------- | ---------- | ---------------------- | -------------------------------- | ------------------- |
| Finalista | 1.   | 11 de gener de 2010 | Brisbane, Austràlia | Dura       | Arantxa Parra Santonja | Andrea Hlaváčková Lucie Hradecká | 6−2, 6−7(3), [4−10] |

## Trajectòria

### Individual
| Open d'Austràlia | A   | 1R | 2R  | A           | 1R          | 1R          | Q   | 2R          | 1R          | A           | Q  | 1R  | 0 / 7 | 2 – 7 |
| Roland Garros | A   | Q  | 1R  | A           | 2R          | 1R          | Q   | 3R          | 1R          | A           | 2R | 1R  | 0 / 7 | 4 – 7 |
| Wimbledon | A   | A  | 1R  | 1R          | 2R          | 1R          | Q   | 1R          | 1R          | 3R          | 2R | A   | 0 / 8 | 4 – 8 |
| US Open | A   | 3R | 1R  | Q           | 1R          | Q           | Q   | 2R          | A           | Q           | 1R | A   | 0 / 5 | 3 – 5 |
| Jocs Olímpics | NC  | NC | 1R  | No celebrat | No celebrat | No celebrat | A   | No celebrat | No celebrat | No celebrat | A  | NC  | 0 / 1 | 0 – 1 |
| Rànquing a final d'any | 178 | 83 | 131 | 92          | 94          | 126         | 103 | 38          | 311         | 140         | 96 | 245 |       |       |
| Llegenda: G: Guanyadora; F: Finalista; SF: Semifinalista; QF: Quarts de final; Q: Qualificació; A: Absent; RR: Round Robin; |     |    |     |             |             |             |     |             |             |             |    |     |       |       |

### Dobles femenins
| Open d'Austràlia | A   | 1R  | A           | A           | A           | A   | A           | 2R          | A           | A    | 2R  | 0 / 3 | 2 – 3 |
| Roland Garros | A   | A   | A           | 1R          | A           | A   | 1R          | 1R          | A           | A    | A   | 0 / 3 | 0 – 3 |
| Wimbledon | A   | A   | A           | 1R          | A           | Q   | 1R          | 1R          | 1R          | A    | A   | 0 / 4 | 0 – 4 |
| US Open | A   | A   | A           | 1R          | A           | A   | 1R          | A           | A           | 1R   | A   | 0 / 3 | 0 – 3 |
| Jocs Olímpics | NC  | 1R  | No celebrat | No celebrat | No celebrat | A   | No celebrat | No celebrat | No celebrat | A    | NC  | 0 / 1 | 0 – 1 |
| Rànquing a final d'any | 201 | 169 | 250         | 132         | 181         | 109 | 112         | 109         | 474         | 1140 | 216 |       |       |
| Llegenda: G: Guanyadora; F: Finalista; SF: Semifinalista; QF: Quarts de final; Q: Qualificació; A: Absent; RR: Round Robin; |     |     |             |             |             |     |             |             |             |      |     |       |       |